# Štefan Stunda
Štefan Stunda, uváděn též jako Štefan Štunda (8. září 1891 Lekárovce – duben 1945 Mauthausen), byl československý politik a meziválečný poslanec Národního shromáždění za Republikánskou stranu zemědělského a malorolnického lidu (agrárníky).

## Biografie
Vystudoval teologii na kalvinistickém semináři v Sárospataku, pak na univerzitě v Basileji. Seminář v Sárospataku pak po studiích sám řídil. Po vzniku Československa se začal politicky angažovat. Byl poradcem ministerstva školství a v letech 1927–1935 redigoval týdeník agrární strany cílený na maďarskou menšinu. Byl členem výkonného výboru agrární strany a předsedou Zemské odborové jednoty republikánských zaměstnanců na Slovensku.
V parlamentních volbách v roce 1929 získal poslanecké křeslo za agrárníky v Národním shromáždění. Mandát obhájil v parlamentních volbách v roce 1935. Poslanecký post si oficiálně podržel do zrušení parlamentu 1939, přičemž v prosinci 1938 ještě přestoupil do poslaneckého klubu jediné slovenské vládnoucí strany Hlinkova slovenská ľudová strana - Strana slovenskej národnej jednoty, do které splynuly téměř všechny slovenské strany.
Profesí byl dle údajů z roku 1935 reformovaným farářem v Bratislavě.
Jako odpůrce režimu tzv. slovenského štátu byl aktivní v odboji. V únoru 1945 byl odvlečen do koncentračního tábora, kde zemřel.